# Grajewo (gmina wiejska)
Grajewo – gmina wiejska w województwie podlaskim, w powiecie grajewskim. W latach 1975–1998 gmina położona była w województwie łomżyńskim.
Siedziba gminy to Grajewo.
Według danych z 31 grudnia 2009 gminę zamieszkiwało 6054 osób. Natomiast według danych z 31 grudnia 2023 gminę zamieszkiwało 5 456 osób.

## Struktura powierzchni
Według danych z roku 2007 gmina Grajewo ma obszar 308,13 km², w tym:
- użytki rolne: 62%,
- użytki leśne: 30%.

Gmina stanowi 31,86% powierzchni powiatu.

## Demografia
Dane z 31 grudnia 2009:
| Opis                              | Ogółem | Ogółem | Kobiety | Kobiety | Mężczyźni | Mężczyźni |
| --------------------------------- | ------ | ------ | ------- | ------- | --------- | --------- |
| jednostka                         | osób   | %      | osób    | %       | osób      | %         |
| populacja                         | 6054   | 100    | 2926    | 48,3    | 3128      | 51,7      |
| gęstość zaludnienia (mieszk./km²) | 20     | 20     | 9,7     | 9,7     | 10,3      | 10,3      |

Piramida wieku mieszkańców gminy Grajewo w 2014 roku.

## Edukacja
- Szkoła Podstawowa Pomnik 1000-lecia Państwa Polskiego im. Marii Konopnickiej w Białaszewie.
- Szkoła Podstawowa w Danówku.
- Szkoła Podstawowa w Wierzbowie.
- Zespół Szkół im. ks. Krzysztofa Kluka w Wojewodzinie.

## Firmy
- Piekarnia Konopki[8]

## Muzea
- Muzeum Sprzętu Rolniczego w Wojewodzinie

## Rzeki i jeziora
Przez gminę przepływa rzeka Ełk i Kanał Rudzki. Na jej terenie znajdują się jeziora Toczyłowo oraz Mierucie.

## Sołectwa
Białaszewo, Białaszewo-Kolonia, Białogrądy, Boczki-Świdrowo, Brzozowo, Brzozowa Wólka, Chojnówek, Ciemnoszyje, Cyprki, Danówek, Dybła, Flesze, Gackie, Godlewo, Grozimy, Kacprowo, Kapice, Konopki, Konopki-Kolonie, Koszarówka, Koty-Rybno, Kurejewka, Kurejwa, Kurki, Lipińskie, Łamane Grądy, Łękowo, Łojki, Łosewo, Mareckie, Mierucie, Modzele, Okół, Pieniążki, Popowo, Przechody, Ruda, Sienickie, Sikora, Sojczyn Borowy, Sojczyn Grądowy, Sojczynek, Szymany, Szymany-Kolonie, Toczyłowo, Uścianki, Wierzbowo, Wojewodzin, Zaborowo

## Sąsiednie gminy
Goniądz, miasto Grajewo, Prostki, Radziłów, Rajgród, Szczuczyn, Wąsosz

## Stacje i przystanki kolejowe
- Podlasek (przystanek kolejowy)
- Ruda (przystanek kolejowy)